# Clearfield (Pennsilvània)
Clearfield és una població dels Estats Units a l'estat de Pennsilvània. Segons el cens del 2000 tenia 6.631 habitants.

## Demografia
Segons el cens del 2000, Clearfield tenia 6.631 habitants, 3.070 habitatges, i 1.740 famílies. La densitat de població era de 1.406,7 habitants per quilòmetre quadrat.
Dels 3.070 habitatges en un 24,5% hi vivien nens de menys de 18 anys, en un 42,4% hi vivien parelles casades, en un 10,4% dones solteres, i en un 43,3% no eren unitats familiars. En el 38,5% dels habitatges hi vivien persones soles el 17,2% de les quals corresponia a persones de 65 anys o més que vivien soles. El nombre mitjà de persones vivint en cada habitatge era de 2,13 i el nombre mitjà de persones que vivien en cada família era de 2,83.
Per edats la població es repartia de la següent manera: un 20,4% tenia menys de 18 anys, un 8,4% entre 18 i 24, un 28,3% entre 25 i 44, un 22,7% de 45 a 60 i un 20,2% 65 anys o més.
L'edat mediana era de 41 anys. Per cada 100 dones de 18 o més anys hi havia 84,9 homes.
La renda mediana per habitatge era de 27.414 $ i la renda mediana per família de 40.095 $. Els homes tenien una renda mediana de 29.972 $ mentre que les dones 22.607 $. La renda per capita de la població era de 17.374 $. Entorn del 8,3% de les famílies i el 13,4% de la població estaven per davall del llindar de pobresa.

## Poblacions més properes
El següent diagrama mostra les poblacions més properes.